# Система многих единиц
Система многих единиц (СМЕ) — способ управления подвижным составом, при котором в один поезд сцепляется два или несколько локомотивов или моторных вагонов, а управление тяговыми электродвигателями ведётся с одной кабины управления и одной локомотивной бригадой, машинистом или водителем; является частным случаем кратной тяги. Применяется на электровозах, тепловозах, тяговых агрегатах, моторвагонном подвижном составе, трамваях и троллейбусах. Известны случаи использования по системе многих единиц грузовых автомобилей и тракторов при перевозке тяжеловесных грузов, а также автобусов, но они единичны.
Если цепи управления двух соединить параллельно, то управлять обеими машинами можно будет из одной кабины. Для такого подключения необходимо, чтобы его поддерживали электрические цепи обеих машин. Они соединяются специальными кабелями через внешние разъёмы. Некоторые модели современного подвижного состава оснащены сцепными приборами типа Шарфенберга, которые сразу осуществляют механическое соединение и подключение электрических цепей, или же оборудуются устройствами связи по радио. Можно также сказать, что многосекционные электровозы (кроме старых электровозов постоянного тока) и тепловозы постоянно работают по системе многих единиц, так как они состоят из отдельных и одинаковых секций.
Существует также СМЕТ (система многих единиц телемеханическая), при которой непосредственно провода управления машин не объединяются. Сигналы управления кодируются и передаются всего лишь по одной паре проводов. При этом, если исправно работают шифратор и дешифратор, повышается надёжность работы, так как многократно сокращается число контактов в разъёмах.

## История
Впервые эта система была применена американским изобретателем Фрэнком Спрэйгом в 1887 году на электропоездах Чикагской эстакадной железной дороги. В дальнейшем эта система стала активно применяться на электропоездах пригородных и городских железных дорог, трамваях и локомотивах. Например, во всех метрополитенах используются поезда, работающие по системе многих единиц. На безрельсовом транспорте систему удалось впервые применить только через 79 лет киевскому изобретателю Владимиру Векличу. В 1966 году он соединил два троллейбуса МТБ-82/82Д по своей системе в поезд. Троллейбусные поезда были успешно внедрены более чем в 30 городах бывшего СССР.

## Преимущества
Соединение моторных вагонов по системе многих единиц на железнодорожном транспорте имеет следующие преимущества относительно компоновки поездов из локомотива и прицепных вагонов.
- Увеличение максимального ускорения, величина которого зависит от соотношения числа обмоторенных и необмоторенных осей в составе. Для поездов на локомотивной тяге эта величина составляет около 0,2—0,3 м/с², а для электропоездов — до 1 м/с². Это позволяет повысить скорость сообщения на маршрутах с частыми остановками (то есть на городском и пригородном транспорте) и, следовательно, увеличить пропускную способность линий.
- Нет необходимости в обороте (перецепке) локомотива. Для изменения направления движения поезда локомотивной бригаде достаточно перейти в другую кабину.
- Секционирование. Поезд с пассажирами можно за короткое время расцепить на несколько частей, которые смогут ехать отдельно по разным направлениям.
- Надёжность. При выходе из строя одного вагона поезд может продолжать движение.
- Меньшая осевая нагрузка. Снижается нагрузка на пути от тяжелого локомотива.

Таким образом, соединение локомотивов по системе многих единиц позволяет увеличить массы поездов и повысить провозную способность линий. Возможна организация соединённых поездов, имеющих локомотивы в голове и в середине (а иногда и в хвосте) поезда. На станциях поезд разделяется на автономные составы и занимает боковые пути, а по перегону следует единым целым и использует одну нитку графика. Также система многих единиц позволяет уменьшить необходимое число локомотивных бригад.

## СМЕ на подвижном составе железных дорог СССР и России
До 1917 года моторвагонная электрическая тяга применялась на подъездных путях колеи 1000 мм в районе города Лодзь. Впервые в СССР система многих единиц на железнодорожном подвижном составе была использована в 1926 году на электровагонах Баку-Сабунчинской железной дороги, в 1929 году — на электровагонах скоростной дороги в Московской пригородной зоне.
Фактически по системе многих единиц работают почти все многосекционные локомотивы — электровозы ВЛ11, ВЛ15, ВЛ80 и ВЛ85, ЧС6, ЧС7 и ЧС8; тепловозы ТЭ2, ТЭ3, 2ТЭ10 всех индексов, 2ТЭ116. Исключение — электровоз ВЛ10, который по электрической схеме (повторяющей схему двухкузовного ВЛ8, первого советского восьмиосного электровоза) является одним электровозом, оборудование которого распределено по двум секциям. При проведении КРП (капитального ремонта с продлением срока эксплуатации) на ЧЭРЗ все электровозы ВЛ10/ВЛ10У с присвоением серии ВЛ10К/ВЛ10УК получали возможность работать по СМЕ. Но по разным причинам (установка радиостанции лишь в одной из секций, запрет на поездную работу с одним токоприёмником без резерва на случай его поломки, особенности цепей управления) расцепление секций практикуется в основном с тепловозами и формально многосекционный локомотив считается единым.
Из современных локомотивов работу по системе многих единиц поддерживают электровозы ЧС2, ВЛ11, ВЛ60К, ВЛ80С и переоборудованные ВЛ80Р, серия Э5К; тепловозы 3М62У, 2ТЭ10М и 3ТЭ10М, 2ТЭ10У и 3ТЭ10У (работа в 2 и 3 секции), ТЭП70, а также все дизель- и электропоезда. Массово оборудованы телемеханической системой многих единиц электровозы ВЛ10 Куйбышевской, Южно-Уральской и Западно-Сибирской железных дорог; это позволяет одной бригаде управлять двумя электровозами и вести тяжёлый поезд, например на линии Самара — Уфа — массой 7400 т, на линии Кропачёво — Челябинск — массой 6000 т, на равнинных участках З-СИБ ЖД — 9000 т, что повышает эффективность работы. У ВЛ10К (модернизированного ВЛ10 производства ЧЭРЗ) на телемеханической системе многих единиц построено всё управление и сигнализация; СМЕТ в данном случае называется ЭСУТ-УВ — электронная система управления телемеханическая. На случай отказа ЭСУТ-УВ на ВЛ10К предусмотрено аварийное управление по обычной системе многих единиц с сокращённым числом проводов и функций. По тому же принципу построено и управление электровоза 2ЭС6.
Раздельное управление однотипным оборудованием секций реализовано по-разному. На электровозах ЧС можно раздельно включать вспомогательные и главные компрессоры секций, на работающем в три секции ВЛ11 — поднимать токоприёмник любой секции, а на работающем в три секции ВЛ80 такая возможность не требуется из-за значительно меньшего тока, поэтому токоприёмник средней секции снимается в депо при сборке трёхсекционной машины. При работе в четыре секции токоприёмники поднимаются попарно от одной кнопки. По-разному решается и вопрос сигнализации — например, на ВЛ11, где требующих сигнализации аппаратов немного (быстродействующий выключатель БВ и контактор мотор-вентилятора МВ), установлены отдельные лампы на каждую из трёх секций.
На ВЛ80С, где аппаратов много (защита выпрямительных установок и тяговых двигателей, реле земли, по четыре МВ на каждой секции и т. д.), отдельно для каждой секции установлены лишь лампы нулевой/ходовой позиции главного контроллера и лампы общей сигнализации неисправности, а для отдельных аппаратов — общие для всех секций лампы на расшифровочном табло. Отключение секций от расшифровочного табло (чтобы выяснить, какая из секций послала, скажем, сигнал на лампу «РКЗ») производится тумблерами с пульта машиниста через переключатели 436. Также на ВЛ80С имеется возможность увеличить плавность разгона: обычно на локомотивах все секции набирают позиции одновременно, в трёх-четырёхсекционном локомотиве такой одновременный прирост силы тяги может быть опасен для автосцепки, поэтому на ВЛ80С можно на части секций включить специальный тумблер 395, при этом сначала будут набирать очередную позицию секции со включенным тумблером, а потом — секции с выключенным.
Наиболее удобные электронные управление и сигнализацию двух-, трёх- или четырёхсекционного локомотива обеспечивает электронная система на электровозах ВЛ10К и 2ЭС6.

## СМЕ на трамваях
До 1950-х годов на трамвае почти во всех странах мира в качестве дополнительного второго вагона (далее — сателлита) использовались отдельно произведенные прицепные вагоны, не имеющие кабин, тягового электрооборудования и токосъёмников. Такая компоновка была типовой для всего мира, и так работали почти все типы вагонов. В СССР использовались поезда Ф + Н, КМ + С, КМ + КП, Х + П, МТВ-82 + КТП-55, ЛМ-33 + ЛП-33, ЛМ-47 + ЛП-47, ЛМ-49 + ЛП49, а также вагоны заграничного производства.
Впервые в СССР система многих единиц на трамвае стала применяться в 1956 году — на опытных вагонах РВЗ-55, однако в серийное производство такие вагоны не пошли.
В 1959 году чехословацкое предприятие «ЧКД Татра-Смихов» (позже его дочернее предприятие «ЧКД Прага», далее — ЧКД) выпустило новую модель трамвая — «Татра Т2» — и стала экспортировать её в СССР. На этом трамвае на лобовой и задней частях были предусмотрены гнезда для подключения кабелей управления. Таким образом, эти вагоны можно было сцеплять по два. При соединении двух вагонов к гнездам подключался кабель управления, представляющий собой жгут проводов, имеющий в штекере до 36 жил. Сцепные приборы при сцеплении фиксировались колышком и в некоторых городах дополнительно — аварийным тросом.
В 1961 году ЧКД выпустило новую модель трамвая — «Татра Т3». На нём также была предусмотрена возможность работы по системе многих единиц, как на «Татре Т2».
В 1962 году под руководством В. Веклича были проведены эксперименты по сцепке вагонов «Татра Т2» (а затем и «Татра Т3») в двух- и трёхсоставные трамвайные поезда, соединённые по системе многих единиц. По результатам испытаний чехословацкой стороне был передан список необходимых доработок, которые были оперативно выполнены заводом.
С 1963 года в Киеве — впервые в СССР — началась массовая перевозка пассажиров в двух- и трёхсоставных поездах из вагонов, соединённых по системе многих единиц.
С 1970 года, когда в серию пошла новая модификация Т3 — с прямоугольным маршрутоуказателем, сдвинутыми стеклами в дверях и иным расположением задних тормозных огней — на неё стали ставить гнездо для высоковольтного кабеля (ВВК). Таким образом можно было сцеплять два вагона по системе многих единиц, с питанием только от одного из вагонов, так как от питающего вагона ВВ ток шёл по ВВК на вагон с опущенным пантографом. С 1977 года пошла модификация с тремя дверьми, на которой, вплоть до снятия модели с производства в 1987 году, гнёзда ВВК ставили всегда. ВВК давал возможность уменьшать износ контактных вставок пантографа и провода КС. Питающие вагоны в странах и городах — эксплуатантах Т3 были разные. В одних питающим всегда выступал второй вагон, в других — головной вагон. Это зависело от принятого в городе расстояния расположения воздушных контактов от стрелочных переводов. С 1978 года, когда в Киеве была открыта первая в СССР линия скоростного трамвая, основным типом эксплуатируемого на ней подвижного состава стали поезда из трех вагонов Т3. В данном случае как правило поднимались пантографы на 1 и 2 вагонах, а к 3 шел высоковольтный кабель. Иногда использовали пантографы на всех трех вагонах, но такое использование давало изрядный износ контактной сети. В Казани было принято поднимать токоприемники на всех вагонах трамвая — даже когда РВЗ-6М2 ходили в сцепках по три вагона. Интересен также тот факт, что сама по себе система многих единиц в СССР вошла в использование в 1963 году, до этого «Татры Т2» и «Татры Т3» ходили исключительно одиночками.
В конце 1960-х годов на швейцарских трамвайных вагонах SIG начала применяться механическая часть автоматического сцепного устройства по конструкции аналогичная применявшейся на железнодорожном транспорте. После соединения механической части сцепного устройства, что осуществляется ударом вагона о вагон, включается кран пневматического цилиндра, который приводит в действие контакты электрических цепей и обеспечивает их плавное соединение.
В дальнейшем среди вагонов советского и российского производства возможностью работы по системе многих единиц обладали модели 71-605 (КТМ-5М3), 71-608, 71-608К, 71-608КМ, 71-619 (все модификации), РВЗ-6М2, РВЗ-7, ЛМ-68, ЛМ-68М, ЛВС-86, ЛМ-93, ЛМ-99К.
В начале 1980-х ЧКД создало новую модель трамвая «Татра Т6». В СССР поступила модификация Tatra T6B5SU. Эти вагоны так же обладали возможностью работы по системе многих единиц и оснащались автоматической сцепкой Шарфенберга. Такой тип сцепки уже имеет в себе питающие и управляющие жилы, позволяя с большой легкостью сцеплять вагоны Т6 по два и три вагона. Сцепные приборы похожей конструкции стали применять и на других вагонах чехословацкого и немецкого производства — в частности, ими укомплектовывались Т3 и Т4, проходящие модернизацию в Германии.
В 1992 году УКВЗ разработал семейство вагонов 71-611 для работы на скоростных линиях. Они обладают возможностью работать с промежуточными моторными вагонами без кабины управления.
| Город           | Типы вагонов в СМЕ                                                                                    | Годы работы                                                  |
| --------------- | --- | ------------------------------------------------------------ |
| Ангарск         | 71-605, 71-608К                                                                                       | ? — 2013                                                     |
| Ачинск          | 71-605                                                                                                | 1967 — н. в.                                                 |
| Астрахань       | 71-605                                                                                                | 1987 — 25.07.2007 (в связи с закрытием трамвайного движения) |
| Барнаул         | Tatra T3SU, Tatra T6B5SU                                                                              | ? — 2015                                                     |
| Бийск           | 71-605                                                                                                | ? — н. в.                                                    |
| Владивосток     | 71-605, 71-605А, 71-608К, РВЗ-6М2, КТМ-1                                                              | ? — 2009                                                     |
| Волгоград       | Tatra T3SU, Tatra T6B5SU, 71-623.03 71-911 "Львёнок"                                                  | 1966 — н. в.                                                 |
| Дзержинск       | 71-605, 71-605А                                                                                       | ? — 2009                                                     |
| Екатеринбург    | Tatra T3SU, Tatra T6B5SU, 71-402 «СПЕКТР», 71-405                                                     | 1973 — н. в.                                                 |
| Златоуст        | 71-605, 71-605А, 71-608К                                                                              | ? — 1995                                                     |
| Ижевск          | Tatra T3SU, Tatra T6B5SU                                                                              | ? — 2011; с 09.02.2017 две СМЕ на 10‑м маршруте в часы пик.  |
| Казань          | 71-605, 71-605А, 71-608КМ, РВЗ-6М2                                                                    | 1974—2002                                                    |
| Киев            | Tatra T3SU(CS), T6B5SU, К1(М), T6A5                                                                   | 1963 — н. в.                                                 |
| Краснодар       | 71-605, 71-605А, 71-608КМ, Tatra T3SU, 71-405                                                         | ? — н. в.                                                    |
| Красноярск      | 71-605, 71-605А, 71-608КМ, РВЗ-6М2                                                                    | ? — ?                                                        |
| Липецк          | РВЗ-6М2, 71-605, 71-605А, T3M, 71-608К                                                                | ? — 2003                                                     |
| Магнитогорск    | ЛМ-68, 71-605, 71-608К, 71-608КМ, 71-619                                                              | 1968—2017                                                    |
| Минск           | Tatra T6B5SU, РВЗ-6М2                                                                                 | ? — ?                                                        |
| Москва          | РВЗ-55, РВЗ-6, Tatra T2SU, Tatra T3SU, Tatra T6B5SU, Tatra T7B5, МТТА-2, МТТЧ, МТТЕ, 71-608КМ, 71-619 | 1956 — 2021                                                  |
| Нижний Новгород | РВЗ-6,Tatra T3SU,Tatra T3,Tatra T6B5SU,71-605                                                         | ? — н. в.                                                    |
| Новосибирск     | РВЗ-6М2, 71-605А, 71-605М3                                                                            | ? — 1999                                                     |
| Омск            | 71-605, 71-605А, 71-608КМ                                                                             | ? — 2008                                                     |
| Орёл            | Tatra T3SU, Tatra T6B5SU                                                                              | 1975 — 2020                                                  |
| Пермь           | 71-605, 71-608К                                                                                       | ? — 2013                                                     |
| Самара          | Tatra T3SU, Tatra T6B5SU, Tatra T3RF, 71-405, 71-605                                                  | 1969 — н. в.                                                 |
| Санкт-Петербург | ЛМ-68, ЛМ-68М, ЛВС-86К, ЛМ-68М3, 71-301 71-605, 71-623-03                                             | 1973 — н. в.                                                 |
| Саратов         | 71-605, 71-605А, 71-808К, 71-608КМ, 71-619КТ                                                          | ? — н. в.                                                    |
| Смоленск        | РВЗ-6, 71-605, 71-608К, 71-608КМ, ЛМ-93, ЛМ-99                                                        | 1969—2017                                                    |
| Тверь           | Tatra T3SU, Tatra T6B5SU, 71-605, 71-608К                                                             | 1966—2010                                                    |
| Тула            | Tatra T3SU, Tatra T6B5SU, Tatra T3DC, 71-608К                                                         | 1966—2013                                                    |
| Ульяновск       | Tatra T3SU, Tatra T6B5SU                                                                              | 1966—2015                                                    |
| Усть-Илимск     | 71-605                                                                                                | 1988 — н. в.                                                 |
| Уфа             | РВЗ-6М2, Tatra T3SU, 71-605, 71-608К                                                                  | ? — 2004                                                     |
| Харьков         | РВЗ-6, Tatra T3SU, T3SUCS, T3A, 71-619КТ                                                              | 1967 — н. в.                                                 |
| Челябинск       | 71-605, 71-605А, 71-608К, 71-608КМ, 71-619КТ, 71-623-04.01                                            | ? — н. в.                                                    |
| Череповец       | 71-605, 71-605А, 71-608К                                                                              | ? — 2012                                                     |
| Черёмушки       | МСШ-1                                                                                                 | 1991 — н. в.                                                 |
| Ярославль       | 71-605                                                                                                | 1971 — 2007                                                  |

## СМЕ на троллейбусах

### Система В. Ф. Веклича
В 1966 году киевский инженер Владимир Веклич создал систему соединения троллейбусов в поезд с управлением по системе многих единиц. Работы по созданию троллейбусного поезда 26-летний директор-новатор начал в связи с тем, что в депо была острая нехватка водителей, необходимостью поднять рентабельность перевозок и невозможностью из-за большого пассажиропотока в часы пик качественно обслужить маршруты. Например, в час пик в Киеве возле станции метро «Университет», где пересекалось несколько троллейбусных маршрутов, интервал движения составлял 20 секунд, на 18-м маршруте — 30—40 секунд. Поиск решения этой проблемы изобретатель начал с исследования поезда, состоящего из троллейбуса и прицепного вагона. Редуктор и тяговый двигатель троллейбуса-тягача сильно перегревались. Низкие динамические качества такого поезда делали невозможным его работу в едином графике с одиночными троллейбусами. Решением проблемы стало использования поезда с управлением по системе многих единиц. Владимир Веклич провел всесторонние экспериментально-теоретические исследования поездов в нормальном и аварийном режимах эксплуатации. Ему удалось описать движение поезда дифференциальными уравнениями и решить их. После двух лет настойчивой работы, исследований и испытаний были получены математические модели работы всех систем поезда в процессе движения. Вопрос внедрения системы на различных типах троллейбусов стал чисто конструкторским.
Первый в мировой практике троллейбусный поезд был создан в киевском депо № 2 с использованием двух троллейбусов марки МТБ-82/82Д, соединённых по системе В. Веклича. Его пробная эксплуатация началась 12 июня 1966 года на маршруте № 6 города Киева. Поезда МТБ получили широкое распространение. Только в Киеве за период с октября 1967 года до июля 1968 года их было сформировано 48 единиц. Экономический эффект от их внедрения только на маршруте № 6 в Киеве за 1968 год, где использовалось 25 троллейбусных поездов, составил около 160 тысяч рублей (в ценах 1968 года — 32 легковые машины «Москвич-412»).
Позже система Веклича была усовершенствована им самим так, что позволяла быстро (за 3—5 минут) расцеплять троллейбусные поезда МТБ прямо на маршруте между утренними и вечерними часами пик. После разъединения водитель поезда продолжал движение в первом троллейбусе, а водитель следующего за ним поезда пересаживался во второй. Освободившийся поезд оставался на маршруте для отстоя или следовал в депо для профилактического осмотра. В 1968 году изобретатель успешно завершил работы по адаптации своей системы к троллейбусам Škoda 9Tr . На их основе Киевским заводом электротранспорта была разработана конструкторская документация, освоено производство с последующим успешным внедрением поездов Škoda 9Tr в Киеве, Риге, Таллине, Днепропетровске и других городах.
Летом 1976 года в Киеве на маршруте № 1 успешно прошли испытания трёхзвенного троллейбусного поезда Škoda 9Tr полной вместимостью 276 пассажиров, однако из-за необходимости для его эксплуатации обособленной полосы движения изобретатель посчитал более перспективным видом транспорта для такой пассажировместимости скоростной трамвай, над технической частью внедрения которого он активно в то время работал.
Максимальное количество троллейбусных поездов Škoda 9Tr — 296 единиц эксплуатировалось в Киеве в 1983 году, что составляло 55 % от всего парка киевских троллейбусов. Использование поездов только в Киеве в 1983 году позволило поднять провозную способность троллейбусного транспорта в 1,6 раза и уменьшить потребность в водителях на 800 человек. Экономический эффект от внедрения одного поезда в год в Киеве составил 3258 рублей, а всего по Киеву с сентября 1966 по конец 1989 года — 12,7 миллиона рублей. С помощью троллейбусов, соединённых по системе Веклича, на ряде маршрутов реализована провозная способность до 12 тысяч пассажиров в час в одном направлении.
Троллейбусные поезда до 1976 года вообще эксплуатировались нелегально, хотя только в Киеве их было больше 160 единиц. Только отсутствие аварий по вине их конструкции не создало проблем. Перед началом их эксплуатации необходимо было провести приёмочные испытания и разработать соответствующие технические условия (ТУ), что не было сделано, поскольку Госавтоинспекция СССР не могла определиться с организацией, которой можно было поручить эту нестандартную задачу — ведь опыта испытания нерельсовых поездов в СССР не было. Только в 1975 году на это уполномочили ГАИ УССР. Введением в действие ТУ «Поезд троллейбусный» 31 марта 1976 года поезда были узаконены.
Максимальное количество троллейбусных поездов Škoda 9Tr, эксплуатировавшихся на одном маршруте, — 61 единица на маршруте № 18 в Киеве.
По полученной из Киева документации в Чехословакии были созданы троллейбусы Skoda 12Tr, электрооборудование которых позволяло сцеплять их по системе многих единиц без дополнительного переоборудования в депо, но серийно они не выпускались.
Логично, что при использовании систем многих единиц вместимость троллейбуса увеличивалась ровно вдвое. При этом водитель оставался один. Штанги использовались только на одной из машин, обычно на второй, в то время как на первом вагоне с крыши было демонтировано штанговое оборудование и проведены питающие кабели с сателлита (на МТБ-82 все было наоборот).

### Реализация системы В. Ф. Веклича на троллейбусахЗиУ-9
Инициатором внедрения системы В. Веклича на троллейбусах ЗиУ-9 стал начальник службы подвижного состава Алма-атинского трамвайно-троллейбусного управления Б. А. Шейнберг. В конце 1970-х годов, когда он в Киеве изучал опыт применения троллейбусных поездов, им было принято решение адаптировать систему под троллейбус ЗиУ-9, который тогда эксплуатировался в Алма-Ате. В. Векличем ему были переданы необходимые результаты исследований троллейбусных поездов, а главным инженером киевского завода электротранспорта Владимиром Мышакиным — конструкторская документация. Троллейбусный поезд ЗиУ-9 был создан по образцу и подобию поезда Škoda 9Tr специалистами Казахского политехнического института. В 1981 году, после успешных испытаний поезда в Алма-Ате, на которых от киевлян присутствовал В. А. Мышакин, рабочие чертежи системы были переданы на Ленинградский завод по ремонту городского электротранспорта. По ним была разработана конструкторская документация и освоено производство троллейбусных поездов с последующим внедрением поездов более чем в 20 городах СССР. В связи с отсутствием в СССР союзного министерства жилищно-коммунального хозяйства приемочные испытания были поручены Министерству жилищно-коммунального хозяйства УССР как имеющему опыт в таких испытаниях с поездами. Испытания проводились в Ленинграде специалистами НИКТИ ГХ под личным руководством директора Владимира Веклича. Руководителем приемочной государственной комиссии был назначен Виктор Крат — начальник главка электротранспорта министерства ЖКХ УССР. Испытания прошли успешно, и поезд был рекомендован к производству.

### Эксплуатация троллейбусов, соединённых по системе многих единиц
| Город                | Тип       | Год начала работы | Год окончания работы | Максимальное количество | Экономический эффект от внедрения на 1990 год, млн руб. |
| -------------------- | --------- | ----------------- | -------------------- | ----------------------- | ------------------------------------------------------- |
| Киев                 | МТБ-82Д   | 1966              | 1974                 | 49                      |                                                         |
| Киев                 | Skoda 9tr | 1968              | 1994                 | 296                     | 12,62                                                   |
| Минск                | МТБ-82Д   | 1966              | 1973                 | 1                       |                                                         |
| Москва               | МТБ-82Д   | 1970              |                      | 1                       |                                                         |
| Москва               | ЗиУ-9     | 1986              | 1991                 | 2                       |                                                         |
| Днепропетровск       | Киев-2    | 1969              |                      |                         |                                                         |
| Днепропетровск       | Киев-4    | 1972              |                      | 5                       |                                                         |
| Днепропетровск       | Skoda 9tr | 1974              | 1986                 | 22                      |                                                         |
| Севастополь          | Skoda 9tr | 1976              | 1989                 | 10                      |                                                         |
| Симферополь          | Skoda 9tr | 1975              | 1985                 | 3                       |                                                         |
| Рига                 | Skoda 9tr | 1973              | 2001                 | 103                     | 4,67                                                    |
| София                | Skoda 9tr | 1976              | 1981                 | 10                      |                                                         |
| Одесса               | Киев-2    | 1969              | 1972                 | 2                       |                                                         |
| Одесса               | Киев-4    | 1969              | 1972                 | 2                       |                                                         |
| Одесса               | Зиу-9     | 1990              | 2005                 | 4                       |                                                         |
| Горловка             | Skoda 9tr | 1979              | 1992                 | 6                       |                                                         |
| Таллин               | Skoda 9tr | 1981              | 1995                 | 30                      | 0,6                                                     |
| Алма-Ата             | ЗиУ-9     | 1981              | 1986                 | 8                       |                                                         |
| Ленинград            | ЗиУ-9     | 1982              | 2002                 | 116                     | 2,51                                                    |
| Нижний Новгород      | ЗиУ-9     | 1983              | 1992                 | 5                       |                                                         |
| Коммунарск (Алчевск) | ЗиУ-9     | 1988              | 2002                 | 1                       |                                                         |
| Самара               | ЗиУ-9     | 1986              | 2001                 | 11                      |                                                         |
| Чита                 | ЗиУ-9     | 1984              | 1988                 | 4                       |                                                         |
| Омск                 | ЗиУ-9     | 1985              | 1997                 | 10                      |                                                         |
| Сумы                 | ЗиУ-9     | 1992              | 1996                 | 1                       |                                                         |
| Новосибирск          | ЗиУ-9     | 1984              | 1998                 | не менее 25             |                                                         |
| Донецк               | ЗиУ-9     | 1987              | 2007                 | 10                      |                                                         |
| Харьков              | Киев-4    | 1970              | 1971                 | 1                       |                                                         |
| Харьков              | Skoda 9tr | 1971              | 1984                 | 10                      |                                                         |
| Харьков              | ЗиУ-9     | 1989              | 1996                 | 2                       |                                                         |
| Херсон               | ЗиУ-9     | 1988              | 2002                 | 10                      |                                                         |
| Николаев             | ЗиУ-9     | 1990              | 2001                 | 3                       |                                                         |
| Тольятти             | ЗиУ-9     | 1989              | 1993                 | 1                       |                                                         |
| Кемерово             | ЗиУ-9     | 1991              | 1998                 | 9                       |                                                         |
| Краснодар            | ЗиУ-9     | 1992              | 2013                 | 5                       |                                                         |
| Ереван               | Skoda 9tr | 1978              | 1985                 | 1                       |                                                         |
| Сухум                | Skoda 9tr | 1979              | 1984                 | 1                       |                                                         |
| Челябинск            | ЗиУ-9     | 1991              | 1995                 | 2                       |                                                         |

С 1975 года 10 троллейбусных поездов на базе троллейбуса Skoda-9Tr работали в столице Болгарии Софии.
Троллейбусные системы многих единиц стали вытесняться с появлением шарнирно-сочленённых троллейбусов. Они были проще в обслуживании, потребляли меньше энергии, были более манёвренными. Троллейбусные СМЕ исчезли с улиц мира преимущественно к концу 1990-х годов. Эксплуатация последнего троллейбусного поезда завершилась в декабре 2013 года в Краснодаре. Троллейбусы, соединённые по системе В. Веклича, эксплуатировались свыше 45 лет, на двадцать лет пережив своего изобретателя. Всего эксплуатировалось не менее 810 троллейбусных поездов более чем в 30 городах.